# Billbergia distachya
Billbergia distachya là một loài thực vật có hoa trong họ Bromeliaceae. Loài này được (Vell.) Mez mô tả khoa học đầu tiên năm 1892.

## Hình ảnh

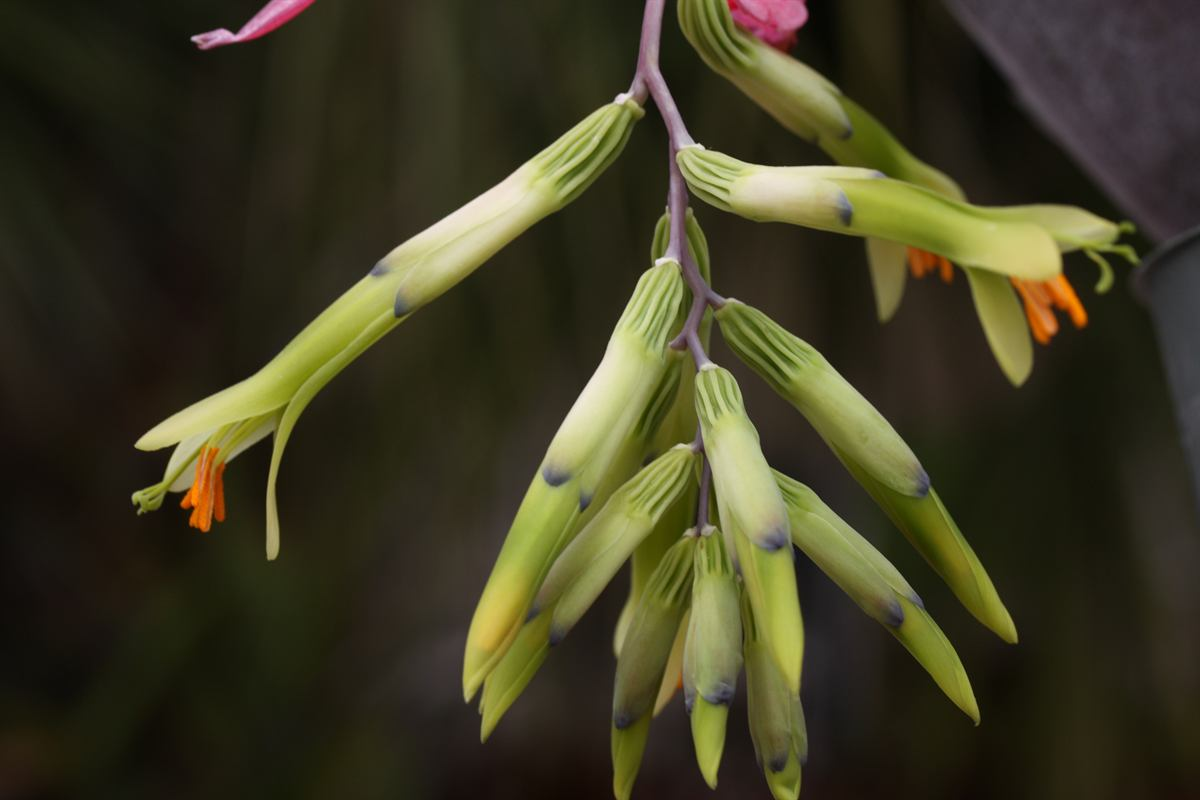
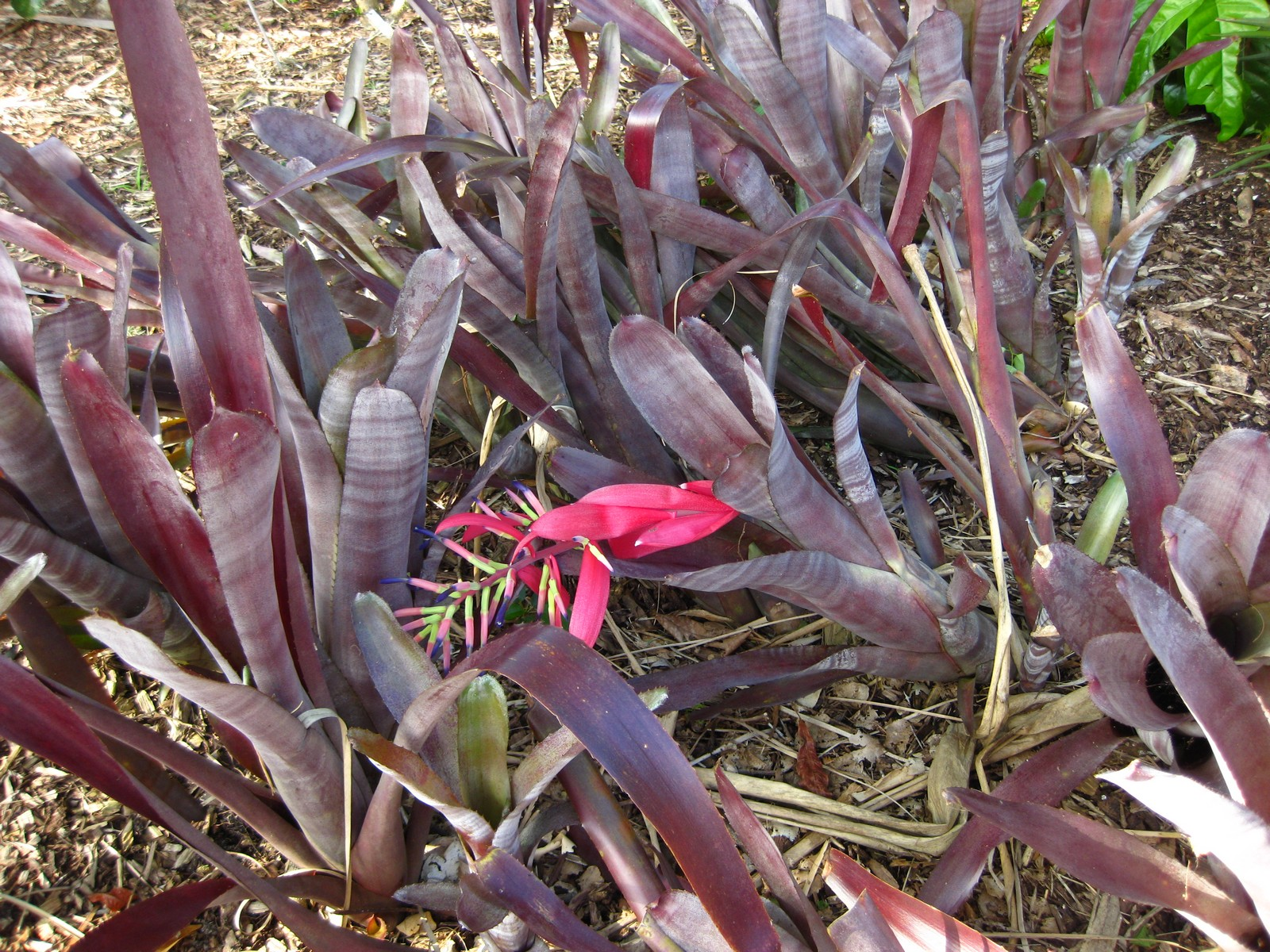
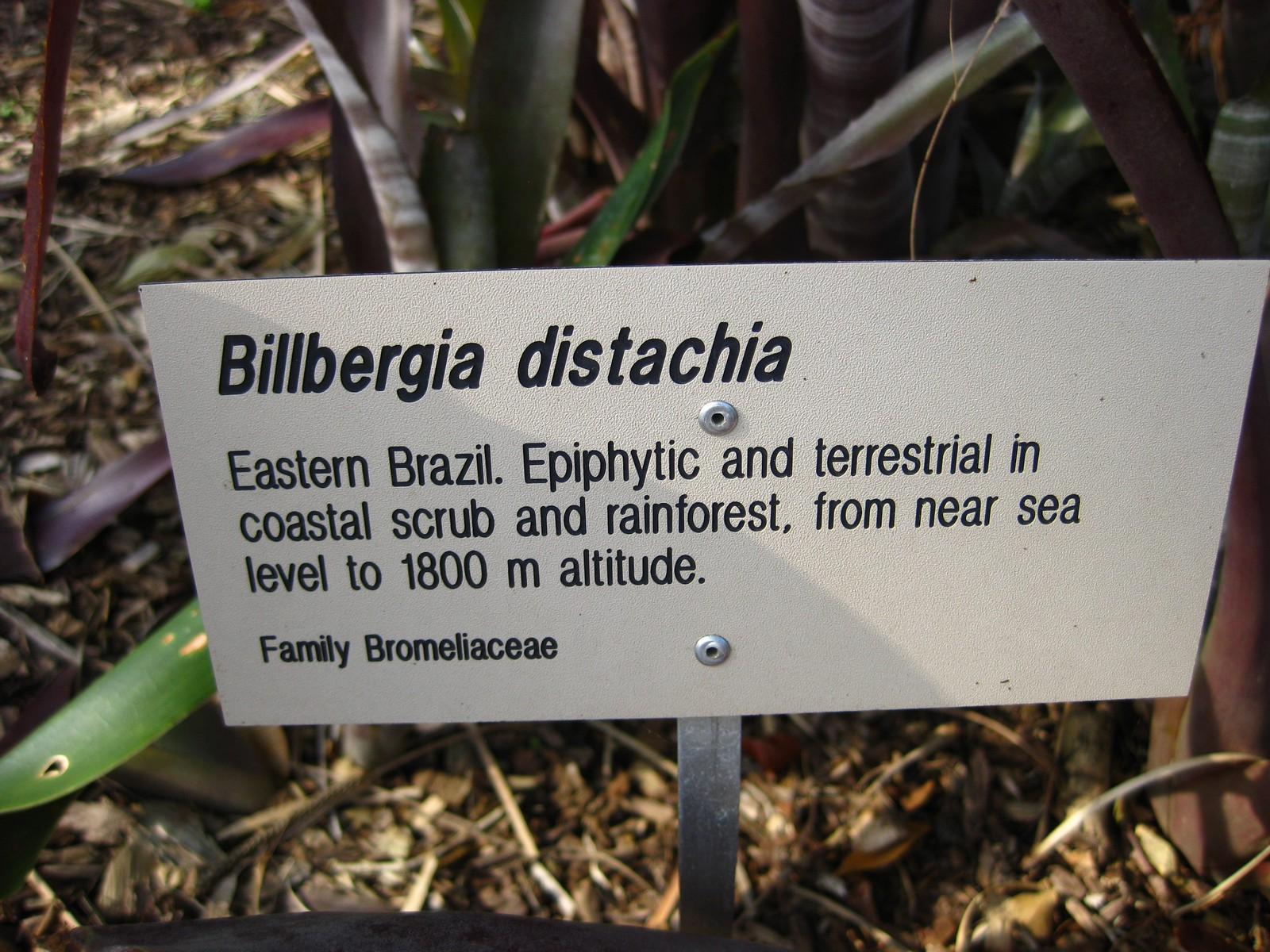